# Porsche Tennis Grand Prix 1986
Il Porsche Tennis Grand Prix 1986 è stato un torneo femminile di tennis giocato sul sintetico indoor. È stata la 9ª edizione del Porsche Tennis Grand Prix, che fa parte del Virginia Slims World Championship Series 1986. Si è giocato nel Filderstadt Tennis Club di Filderstadt in Germania, dal 13 al 19 ottobre 1986.

## Campionesse

### Singolare
Martina Navrátilová ha battuto in finale  Hana Mandlíková con il punteggio di 6–2, 6–3

### Doppio
Martina Navrátilová  /  Pam Shriver hanno battuto in finale  Zina Garrison /  Gabriela Sabatini con il punteggio di 7–6(5), 6–4